# 孙嫔
孙嫔（?—?），唐朝妃嬪，唐高祖李渊的嫔。

## 生平
唐朝分九嫔（昭仪、昭容、昭媛、修仪、修容、修媛、充仪、充容、充媛），史书没有记载孙嫔具体位号。
武德二年（619年），孙嫔生子李元昌，次年，李元昌封鲁王。
贞观九年（635年），唐高祖逝世。按唐朝宫廷惯例，孙氏应该在此后获封太妃（参见：杨氏、张宠则等）。
贞观十年（636年），李元昌封汉王。
贞观十七年（643年）四月，汉王李元昌和太子李承乾、兵部尚书侯君集等阴谋发动政变，事败。同年四月初六，李元昌被赐自尽于家，其母孙嫔、妻子、儿子被唐太宗寬恕。